# Galtefjellet
Galtefjellet är ett berg i Antarktis. Det ligger i Östantarktis. Australien gör anspråk på området. Toppen på Galtefjellet är 1 778 meter över havet.
Terrängen runt Galtefjellet är platt söderut, men norrut är den kuperad. Trakten är obefolkad. Det finns inga samhällen i närheten. 